# A Vida Privada de Salazar
A Vida Privada de Salazar é uma minissérie e longa-metragem portuguesa de ficção histórica, de drama e romance, produzida pelo canal SIC e pela produtora VC Filmes, baseada na vida privada de António de Oliveira Salazar. A sua estreia aconteceu no dia 8 de fevereiro de 2009, na SIC.
A versão cinematográfica estreou-se a 30 de Abril de 2009.

## Enredo
A vida secreta de Salazar apresenta um lado completamente oposto do pudor, do isolamento e da austeridade da vida pública.
Já era conhecido o episódio de flirt platónico com a francesa Christine Garnier que, no Verão de 1951, veio a Portugal fazer-lhe uma entrevista que deveria durar umas horas, mas acabou numa longa estadia no retiro do Vimieiro.
A série resulta do choque entre a narrativa propagandística, que a francesa Christine Garnier popularizou em livro, e as diferentes tramas amorosas protagonizadas pelas outras mulheres de Santa Comba Dão. Apresenta ainda, um conjunto de revelações sobre a personalidade e vida privada de Salazar, bem como um conjunto de revelações sobre a ética política do estadista português.

## Elenco
- Diogo Morgado ...  António de Oliveira Salazar
- Cláudia Vieira ...  Sofia
- Soraia Chaves ...  Maria Emília Vieira
- Benedita Pereira ...  Hermínia
- Leonor Seixas
- Virgílio Castelo - Pai Perestrelo
- Helena Noguerra ...  Christiane Garnier
- Sandra Barata ...  Amália Rodrigues
- Ana Padrão ...  Carolina Asseca
- Catarina Wallenstein ...  Júlia Perestrelo
- Ana Guiomar ...  Maria (em jovem)
- Beatriz Costa ...  Maria Antónia
- José Boavida (†)
- Teresa Madruga
- Filipe Vargas ...  cardeal Manuel Gonçalves Cerejeira
- Alda Gomes ...  Micas Jesus
- Margarida Carpinteiro ...  Maria (em 1951)
- João Lagarto ...  Mário Figueiredo
- Maria João Pinho ...  Felismina
- Fernanda Borsatti ... Rainha Dona Maria Amélia Helena Luísa Orleans Bragança

(†) Actor falecido

## Equipa técnica
- Realizador ... Jorge Queiroga
- Música ... Bruno Bizarro
- Fotografia ... Orlando Alegria

## Episódios
| Episódio | Transmissão            |
| 1        | 8 de fevereiro de 2009 |
| 2        | 9 de fevereiro de 2009 |